# Самервил (Охајо)
Самервил (енгл. Somerville) град је у америчкој савезној држави Охајо.

## Демографија
По попису из 2010. године број становника је 281, што је 13 (-4,4%) становника мање него 2000. године.
| Група             | 2000.       | 2010.       |
| Белци             | 293 (99,7%) | 276 (98,2%) |
| Афроамериканци    | 0 (0,0%)    | 0 (0,0%)    |
| Азијати           | 1 (0,3%)    | 0 (0,0%)    |
| Хиспаноамериканци | 0 (0,0%)    | 0 (0,0%)    |
| Укупно            | 294         | 281         |